# Pterostichus madidus
Espèce
Pterostichus madidus, le Pterostichus ovale ou Féronie ovale, est une espèce d’insectes coléoptères de la famille des Carabidae.
Certaines espèces de Pterostichus sont parfois classées par des taxonomistes dans le genre Feronia.

## Description

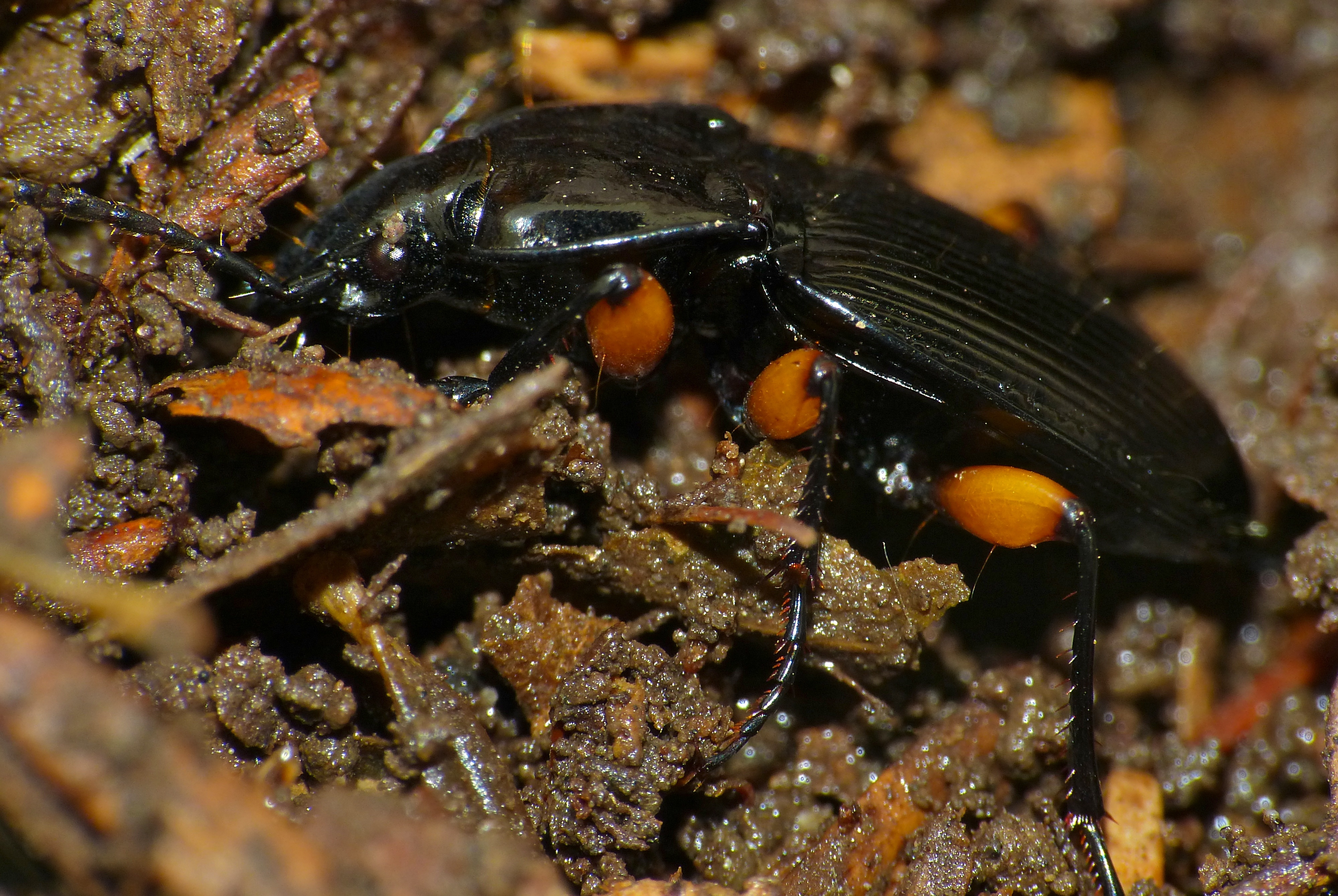
Pterostichus madidus (Piémont, Italie)

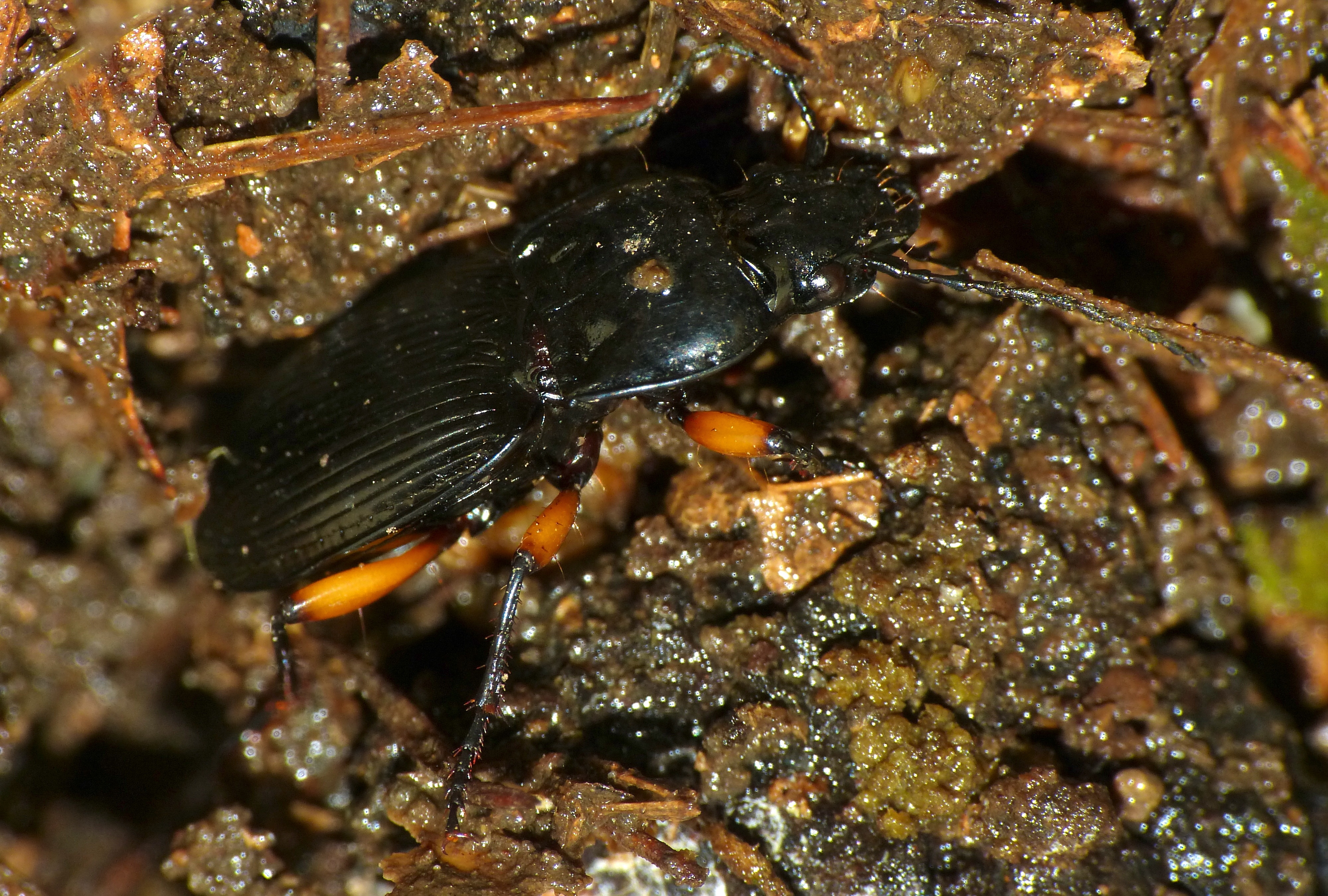
Pterostichus madidus (Piémont, Italie)

La taille de l'adulte varie de 15 à 18 mm. Couleur noire ; les élytres sont striés. Aptère. Les pattes peuvent être noires ou rouges. Une échancrure de toilette des antennes est visible sur chaque partie distale du tibia des pattes antérieures.

## Habitat
Jardins et forêts.

## Biologie
Comme beaucoup de Carabidae, ses larves et les imagos se nourrissent de petits invertébrés (petites limaces, larves d'insectes dont des chenilles, pucerons...) et sont donc des auxiliaires précieux du jardinier ou de l'agriculteur.

## Galerie
- Quelques espèces vivantes du genre Pterostichus.
- A : Pterostichus acutidens
B : Pterostichus melanodes
C : Pterostichus rasilis.
- Pterostichus oblongopunctatus.
- Pterostichus madidus.
- Pterostichus.melanarius (le Carabe noir des jardins).